# Sister of the Street Fighter
Sister of the Street Fighter (in het Japans Onna hissatsu ken) is een film uit 1974 onder regie van Kazuhiko Yamaguchi. Toen de film uitkwam in de Verenigde Staten was hij zodanig gemonteerd dat het net leek of het een spin-off was van de immens populaire kung-fu film The Street Fighter. Dit is mogelijk mede te danken aan een cameo die Sonny Chiba de hoofdrolspeler van die film heeft. De Amerikaanse versie van deze film bevindt zich net als de The Street Fighter in het publiek domein.

## Rolverdeling
| Acteur                     | Personage          |
| -------------------------- | ------------------ |
| Etsuko Shihomi             | Li Hónglóng        |
| Emi (May) Hayakawa         | Emi Hayakawa       |
| Sanae Ohori                | Shinobu Kojo       |
| Xiè Xiùróng                | Fanshin            |
| Hiroshi (Harry) Kondo      | Li Yùtáng          |
| Tatsuya Nanjo              | Jiro               |
| Nami Tachibana             | Reiko              |
| Hiroshi Miyauchi           | Li Wànqing         |
| Bin Amatsu                 | Shigetomi Kakuzaki |
| Shohei Yamamoto            | Ryozo Hayashi      |
| Seiya Sato                 | Murakami           |
| Toshiyuki Tsuchiyama       | Kurokawa           |
| Tatsuya Kameyama           | Shimura            |
| Teruo Shimizu              | Hamano             |
| Masashi (Milton) Ishibashi | Kazunao Inubashiri |
| Kengo Miyaji               | Kizaki             |
| Shinichi (Sonny) Chiba     | Sonny Hibachi      |